# Dobolló
Dobolló (románul: Dobârlău, németül: Dobersdorf) falu Romániában, Erdélyben, Kovászna megyében.

## Fekvése
Az Alsó-Háromszéki-medencében, a Bodzafordulói-hegyek nyugati lábánál fekszik.

## Története
A trianoni békeszerződésig Háromszék vármegye Sepsi járásához tartozott. 1891-ben 1259 oláh lakta.

## Mondavilága
„Vót egy óriás ló, ameik a Décse kövin állt. A nyakát bényújtotta a regátba, s ott ette a románok búzáját, kukoricáját. A románok meg akarták fogni s belékapaszkodtak a ló hajába. Az rántott egyet a fejin s az oláhokat szétszórta Erdélyben.
A sziklán látszik a lónak a nyoma, de most bénőtték a fák s nem láccik a szikla se. 
Dobolló völgyében a balpartilag beszakadó Lidércz patakával (hol a néphit szerint lidérczek laknak) szemben egy szép idomu sziklaszál emelkedik, ezt Décse kövének hívják. – E sziklával pedig sajátosan élczes rege van összekötve, melyet, mint a népregék hű registrárora, ide igtatok.
Régi előkorban, midőn e még emberléptektől nem érintett hazában óriások laktak, egy roppant óriásnak még roppantabb lova volt. Ez hátulsó lábaival a bodoki havason állott, előlábait a Décse kövére helyezte, honnan fejével benyúlt Oláhországba, s ott a dústermésű kölesbe kedve szerint legelt. Azon ország lakói pedig megpillantván a vetésökben praevaricálót, összegyűltek sok ezren, hogy letartóztassák, bele is kapaszkodtak földig érő nagy sörényébe, húzták, czibálták. Ekkor azonban egy légy a ló hátuljára szálván, azt érzékenyen megcsípte, a ló hozzákapott, s a sörényébe kapaszkodott oláhokat beszórta Erdélybe. Ezek aztán itt megtelepültek, felszaporodtak, s lettek az erdélyi oláhságnak ősei. Décse szikláján még most is mutogatják az óriás lovának lába nyomát.”

## Népesség
2002-ben 2330-an lakták, többségében románok, vallásuk szerint ortodoxok.